# Błękitna planeta
Błękitna planeta – powieść fantastycznonaukowa dla młodzieży autorstwa Marii Kann wydana po raz pierwszy w 1964 r. nakładem wydawnictwa Nasza Księgarnia.

## Wydania i tłumaczenia
Książka wydana została po raz pierwszy w 1964 r. nakładem wydawnictwa Nasza Księgarnia. W 1965 r. ukazało się drugie wydanie, zaś w 1967 r. tłumaczenie na język ukraiński.

## Fabuła
Na Ziemię przybywa Jun, potomek uchodźców z Atlantydy, którzy znaleźli nowy dom w układzie Tau Ceti. Mądrzy, dobrzy i piękni Atlanci chcieli zobaczyć, jak wygląda życie na planecie, którą przed wiekami opuścili. Jun ląduje w okolicach obozu harcerskiego w Bieszczadach. Niestety, rzeczywistość nieprzyjemnie zaskakuje przybysza, choć młodzi Polacy starają się ukryć przed nim przykre okoliczności. Pijackie sceny z wiejskiej zabawy, żebrzący Cyganie, kradzież planów statku, a w skali międzynarodowej ustawiczne wojny napawają przybysza wstrętem. Rozczarowany Jun nie zgadza się na spotkanie z ziemskimi uczonymi ani na udostępnienie ludziom swej wiedzy i odlatuje.

## Odbiór i analiza
Stanisław Frycie pisze, że powieść jest połączeniem fikcji naukowej (choć zaznacza, że ma niewiele wspólnego z naukowością) z realistyczną powieścią obyczajową. Autorka zderzając przybysza kosmosu z ziemską rzeczywistością „dokonuje konfrontacji marzeń o wspaniałym rozwoju cywilizacji z rzeczywistością dnia dzisiejszego”. Krytyk ocenia, że zachowanie przybysza jest moralnym protestem autorki przeciwko „ludzkiej podłości” i ostrzeżenie przed możliwym kataklizmem atomowym. Frycie porównuje tu przeciwstawienie cywilizacji Atlantów i ziemskiej do powieści Astronauci Stanisława Lema, ale au-rebours: to Ziemianie są tymi złymi, zaś kosmici dobrymi. Zdaniem krytyka autorka „niedwuznacznie wskazała, jaki koniec może spotkać mieszkańców wojowniczej planety [...] Wybór zależy od człowieka – od morale ludzi, a zwłaszcza od morale ludzi młodych”. Autor recenzji konstatuje, że książka Kann nie dorównuje powieściom młodzieżowym Jerzego Broszkiewicza, ale zasługą autorki jest „poszerzenie tematyki dziecięcej fantastyki naukowej o nowe zagadnienia i umiejętne ich podanie w interesującej i zarazem intelektualnie pogłębionej formie”, gdyż jako jedyna zerwała ze „schematyzmem optymistycznej utopii przyszłości” (jak np. we współczesnych jej utworach Broszkiewicza czy Janusza A. Zajdla).
Antoni Smuszkiewicz zauważa, że – podobnie jak w kilku innych powieściach SF dla młodzieży wydanych w latach 60. – autorka koncentruje się na funkcji wychowawczej utworu, technika stanowi tu tło wydarzeń i „wnosi niezbędny w literaturze dla dzieci element przygody”. Krytyk zauważa ukazanie wyborów moralnych stojących przed młodymi bohaterami wobec posłańca obcych (szczerość czy wstydliwe przemilczanie). W Leksykonie polskiej literatury fantastycznonaukowej wraz z Andrzejem Niewiadowskim zwrócili też uwagę, że w powieści pojawiają się klasyczne motywy Atlantydy i kontaktu z obcymi.
Andrzej Niewiadowski w pracy Literatura fantastycznonaukowa (1992) dodaje, że powieść konfrontuje naiwność i prostoduszność młodzieńczych ideałów z lekceważeniem i obojętnością dorosłych, a przecież „czasem właśnie prostota wiary liczy się bardziej niż rzeczywistość i logika pseudopoprawnych dowodów”. Autor, omawiając różnice w realizacji klasycznych motywów SF w prozie dla dorosłych i dla młodzieży, konfrontuje też tekst z nowelą Stanisława Lema Inwazja z Aldebarana, zauważając, że o ile u Lema wizyta Obcych na Ziemi służy zaprezentowaniu „swoistego szoku kulturowego, ukazaniu [..] iluzoryczności antropocentrycznego objaśnienia świata”, o tyle w utworze Kann kontakt „służy odbudowaniu wiary w etyczne rozstrzygnięcia człowieka”. 